# Albin Penko
Albin Penko, gledališki igralec, * 17. oktober 1921, Trst, † 17. oktober 1965, Koper. 
Oče Sedmak Jože iz Nadanjega sela pri Šmihelu na Krasu, delavec (1921 pred rojstvom Albina emigriral v Ameriko), mati Antonija Penko, (kasneje poročena Valenčič) iz Nadanjega sela pri Šmihelu na Krasu, nezaposlena. 
Kot nezakonskega otroka, ga je šla mati rodit v Trst, kjer ga je tudi pustila. Ponj je šla teta Amalija in ga pustila pri babici (materini materi), ker se je mati poročila.
V letih 1927-35 je v Šmihelu na Krasu dovršil osem let osnovne šole. 
Kot slovenec v Italiji je pred vojno deloval v ilegalnem pevskem zboru (uradno je bilo prepovedano vsakršno slovensko petje).
Leta 1939 je delal kot skladiščnik v Tvrdki “Bensa” Šempeter na Krasu (Pivka), 1940 kot delavec-malovar v “Asti” v Hrastju in istega leta še kot cestni delavec v “Ronchi” Šempeter na Krasu (Pivka).
Poleg poklica, se je ukvarjal z glasbo, petjem in risanjem.
12. Januarja 1941 je bil mobiliziran v italijansko vojsko, 1942 so ga premestili v Afriko (Palestina, Egipt, Libija, tunizija, Alžirija, Šp. Maroko). Leta je 1943 (12. Maja) so ga zajeli zavezniki in je isto leto stopil v angleško kraljevo mornarico. 1944 je odšel na Malto, dokler ni naslednjega leta kot ujetnik odpotoval v Italijo (Sicilija), od koder je febr. 1946 pobegnil domov k babici (po očetu Jože-tu Sedmak-u).
Poleg materinega jezika je obvladal še italijanski (iz šole), angleški in srbohrvaški jezik (iz vojne).
Po osvoboditvi je s pravdobrim ali odličnim uspehom obiskoval razne upravno-politične tečaje (1946 upravno-polit. tečaj v Lokavcu pri Ajdovščini; 1948 tečaj tajnikov in predsednikov KLO-jev v Mirnu pri Gorici, tečaj za višjega planerja v Rogaški Slatini, tečaj predsednikov Okrajnih Planskih komisij v Ljubljani). 
Od 21. sept. 1946 do sept. 1950 je opravljal razne administrativne in upravne službe. 
Bil je administrativna moč in pozneje tajnik pri KLO v Šmihelu na Krasu, kjer je se je med drugim z njegovo pobudo in organizacijo zgradila po vojni prosvetna dvorana v Šmihelu na Krasu. Tam je poleg službe amatersko režiral in nastopal.
Po premestitvi na OLO v Postojni, (nižji planer, podpreds. Okrajne planske komisije, pomočnik tajn. OLO, šef gosp. Koordinacije OLO) je poleg službe redno deloval pri SKUD “Stane Semič Daki” kot igralec, bil reden član tamkajšnjega orkestra kot violinist, član pevskega zbora in vokalnega kvinteta. 
Že od otroških let je imel veliko veselje do igranja in je kot amater veliko nastopal doma in v vojski v tujini. 
Dne 19.2.1949 se je poročil z Mihelčič Alojzijo (Milojko), še istega leta se jima je rodil sin Mirko, leta 1951 pa še hči Majda.
Leta 1950 je v Ljubljani obiskoval trimesečni dramski tečaj in 16.9.1950 dobil naziv “gledališki igralec”.
Po opravljenih avdicijah je bil 16. sept. 1950 sprejet kot igralec v Gledališče Slovenskega Primorja (GSP) v Postojni. 
Sept. 1954 je bil premeščen v GSP v Kopru, 
1956 pa je sam prosil za premestitev v celjsko Mestno gledališče, kjer je nastopil službo 1. Marca 1956.
1. Sept. 1959 pa je zapustil gledališke deske in se zaposlil drugje. 
V tem obdobju je bil nekaj časa nameščen v Primorskem gledališču v Novi Gorici. 
Prim.: SGL II, 503; gradivo, ki ga hrani Slov. gledališki in filmski muzej v Lj.
Vloge v gledališču
Igral je predvsem karakterne, včasih komične vloge: 
Zois (Kranjski komedijanti), Pantalone (Lažnik), Macafura (Dva bregova), Karaulov (Tuje dete), Borštnik (Naša kri), naslovna vloga v Gcorgeu Dandinu, Teiresias (Antigona), Macbeth in Duncan (Macbeth), Pernjak (Pernjakovi), Van Daan (Dnevnik Ane Frank), Don Alvaro (Boter Andraž),
mojster Žak (Skopuh), župan medved (Vilinček z lune) idr.
Gledališče za Slovensko Primorje v Postojni 1950 - 54
Macafur (Anton Leskovec : Dva bregova, premiera 18.3.1951),
Konrad (Pavel Šurek : Pesem s ceste, premiera 12.5.1951),
naslovna vloga Gcorge Dandin (Moliere : Prevarani soprog, premiera 6.10.1951),
Karaulov (Škvarkin : Tuje dete, premiera 26.12.1951),
Župan Borštnik (F.S. Finžgar : Naša kri),
Režija (M. Pucova : Svet brez sovraštva, premiera 14.6.1952), 
Stris Matic (Rdča kapica, premiera 30.11.1952), …..
Slovensko Narodno Gledališče Nova Gorica 1960/1961
vloge v našem gledališču
Sezona 1960/1961
1. Bistromir, (Etbin Kristan: Ljubislava, premiera 20. 06. 1961)
2. Erich von Lorentz, (Aleksander Marodić: Operacija Altmark, premiera 22. 04. 1961)
stvaritve v našem gledališču
Sezona 1960/1961:
1. Režija, (Aleksander Marodić: Operacija Altmark, premiera 22. 04. 1961)
Vloge na filmu in televiziji
Igral v enem slovenskem filmu (družinskega očeta)
Naj bi igral Martina Krpana, a film ni bil realiziran
Nagrade
Literatura
Zunanje povezave
Gledališki list gledališča za Slovensko Pri-morje v Postojni. Postojna. 1951/52 — 1952/53. 8°. 59 
Ur. Penko Albin; od 1951/52 št. 2 Ema Hojkar. T Spor. Izh. za vsako '.premiere Leto 1951/52 št. 1—5, leto 1952/53 št. 1—5. Ur. Penko Albin; od 1951/52 št. 2 Ema Hojkar. T Spor. Izh. za vsako '.premiere Leto 1951/52 št. 1—5, leto 1952/53 št. 1—5.
· Celjski zbornik
| | books.google.si1974 - Ogled izrezka \| Belak (Prvi gost), Franjo Cesar (Drugi gost), Marija Goršičeva (Lavra), Sandi Krošl (Don Carlos), Minca Jerajeva (Duenja), Albin Penko (Komendnikov kip), Vlado Novak (Komendnikov glas), Zora Cervinkova (Donna Marta), Klio Maverjeva ... \| Več izdaj |
| Belak (Prvi gost), Franjo Cesar (Drugi gost), Marija Goršičeva (Lavra), Sandi Krošl (Don Carlos), Minca Jerajeva (Duenja), Albin Penko (Komendnikov kip), Vlado Novak (Komendnikov glas), Zora Cervinkova (Donna Marta), Klio Maverjeva ... | |

· Naša sodobnost: Količina 5;Količina 5
| | books.google.siDržavna založba Slovenije, Državna založba Slovenije - 1957 - Ogled izrezka \| Naslovno vlogo je sproščeno in brez običajnih šablon odigral Albin Penko, poleg njega je požela največji uspeh Goršičeva z Leno, ostali igralci pa so prav tako dali od sebe najboljše, k moči predstave pa so prizadevno prispevali še ... \| Več izdaj |
| Naslovno vlogo je sproščeno in brez običajnih šablon odigral Albin Penko, poleg njega je požela največji uspeh Goršičeva z Leno, ostali igralci pa so prav tako dali od sebe najboljše, k moči predstave pa so prizadevno prispevali še ... | |

· Henrik Ibsen in prve drame Ivana Cankarja
| Brez naslovnice | books.google.siRosanda Sajko, Rosanda Sajko - 1966 - 126 strani - Ogled izrezka \| ... Maks — Janez Rohaček, kg, župnik — Adolf Anderle, Bernot — Stane Potokar kg sodnik Branko Karbič, Lužarica — Filipina Jerman, Kantorjev oskrbnik — Albin Penko. Po režiserjevi izjavi je bil stil uprizoritve »psihološki realizem«. \| Več izdaj |
| ... Maks — Janez Rohaček, kg, župnik — Adolf Anderle, Bernot — Stane Potokar kg sodnik Branko Karbič, Lužarica — Filipina Jerman, Kantorjev oskrbnik — Albin Penko. Po režiserjevi izjavi je bil stil uprizoritve »psihološki realizem«. | |

· Od premiere do premiere:
| | books.google.siVasja Predan, Vasja Predan - 1966 - 245 strani - Ogled izrezka \| Osebe iz groteske, ki so jih tipizirali Janez Škof, Pavle Jeršin, Tone Terpin, Albin Penko, Slavko Strnad in Marjanca Krošl-Horvatova, so bile zelo nazoren in celovit organizem. Horvatova je svoj igravski izraz v vlogi Romance obogatila ... \| Več izdaj |
| Osebe iz groteske, ki so jih tipizirali Janez Škof, Pavle Jeršin, Tone Terpin, Albin Penko, Slavko Strnad in Marjanca Krošl-Horvatova, so bile zelo nazoren in celovit organizem. Horvatova je svoj igravski izraz v vlogi Romance obogatila ... | |